# Lista de filmes portugueses de 1944
Lista de filmes portugueses de longa-metragem lançados comercialmente em Portugal em 1944, nas salas de cinema.
Notas: Na secção coprodução, passando o cursor sobre a bandeira aparecerá o nome do país correspondente.
| # | Filme              | Realização      | Género           | Estreia     | Coprodução |
| - | ------------------ | --------------- | ---------------- | ----------- | ---------- |
| 1 | Doce lunas de miel | Ladislao Vajda  | Drama            | 24 de março | Espanha    |
| 2 | A Menina da Rádio  | Arthur Duarte   | Comédia, musical | 3 de julho  | —          |
| 3 | O Violino do João  | José Braz Alves | Drama            | 22 de maio  | —          |